# Григорьевка (Аскинский район)
Григорьевка — упраздненная в 2005 году деревня Казанчинского сельсовета Аскинского района Республики Башкортостан.

## История
Закон «О внесении изменений в административно-территориальное устройство Республики Башкортостан в связи с образованием, объединением, упразднением и изменением статуса населенных пунктов, переносом административных центров» от 20 июля 2005 года N 211-з., ст.1 гласил:

4. Упразднить следующие населенные пункты:
3) в Аскинском районе:
деревню Григорьевка Казанчинского сельсовета

## География

### Географическое положение
Расстояние до:
- районного центра (Аскино): 40 км,
- центра сельсовета (Старые Казанчи): 6 км,
- ближайшей железнодорожной станции (Чернушка): 51 км.

## Население
На 1 января 1969 года проживали 51 человек, преимущественно русские.